# Dolleman Island
Dolleman Island ist eine vereiste, 21,5 km lange und 16 km breite Insel vor der Black-Küste des Palmerlands auf der Antarktischen Halbinsel. Sie liegt 13 km östlich des Kap Boggs.
Teilnehmer der United States Antarctic Service Expedition (1939–1941) entdeckten sie im Dezember 1940. Namensgeber ist der aus den Niederlanden stammende Hendrik Dolleman (1905–1990), Zugmaschinenführer bei dieser Forschungsreise.